# 羅傑·克萊門斯
威廉·羅傑·克萊門斯（英語：William Roger Clemens，1962年8月4日—），外號「火箭人」（Rocket），是一位活躍於1980年代至2000年代的美國職棒大聯盟的投手，被認為是史上最偉大的投手之一。他一共贏得七座賽揚獎，為史上贏得該獎項最多回的大聯盟投手。
克萊門斯崛起於波士頓紅襪隊，並在紅襪隊效力十三個球季，1996年時，該隊總經理Dan Duquette公開宣稱克萊門斯的職業生涯已經開始走下坡。於是1997年克萊門斯轉而投效多倫多藍鳥隊，在接下來的兩個球季中，克萊門斯連續贏得兩次三冠王及兩次賽揚獎。1999年球季，克萊門斯被交易到紐約洋基隊，並第一次贏得世界大賽。在2003年球季中，克萊門斯的生涯勝場數超越三百次，為近代投手難以達成的成就。他也是史上少數三振數超過4,000的投手。2003年球季結束後，克萊門斯宣布退休，但2004年時，克萊門斯改變心意重新回到大聯盟，並加入休士頓太空人隊，當年並再度拿下賽揚獎。
退出大聯盟賽場後的克萊門斯則飽受禁藥問題糾纏，自2007年米契爾報告公開後，他和禁藥的關聯性一直是眾所矚目的議題，也有親近克萊門斯的人士與前隊友指稱他使用禁藥。2010年在禁藥案中更因一項妨礙國會調查、三項不實陳述以及兩項偽證等罪名，遭到美國聯邦大陪審團起訴。但在法律上，克萊門斯遭指控的偽證等罪名，於2012年最終獲判無罪。

## 早年生活
克萊門斯出生於俄亥俄州的代頓市，幼年時父母便已離異，之後他的母親和Woody Booher結婚。當克萊門斯9歲時，繼父逝世。之後在代頓市生活，直到1977年，克萊門斯前往德州休士頓就讀高中。在春木高中時，克萊門斯是美式足球、籃球及棒球的明星選手。高中畢業前一年，明尼蘇達雙城隊及費城費城人隊的球探便已邀請克萊門斯加入他們，但克萊門斯最後婉拒並前往San Jacinto College North就讀大學。
1981年起，克萊門斯開始在大學球隊中主投，當年戰績為9勝2敗。1981年球季，紐約大都會隊以第十二順位指定克萊門斯，但他並未與大都會隊簽下合約。之後，克萊門斯轉往德州大學奧斯汀分校就讀。接下來的兩年球季中，克萊門斯投出了25勝7敗，他也是德州大學棒球隊中第一位球衣背號退休的選手。
2004年起，NCAA一個最佳大學投手獎項由史密斯獎改名為克萊門斯獎。

## 職業生涯

### 波士頓紅襪隊（1984年—1996年）
克萊門斯在1983年被以第19順位波士頓紅襪隊選入，很快便被升到小聯盟系統，並在1984年5月15日在大聯盟初次出賽。1986年球季，克萊門斯拿下24勝，並幫助紅襪隊打進世界大賽，當年克萊門斯並拿下美國聯盟正規季賽最有價值球員獎項及第一座賽揚獎。之後在1987年及1991年時，克萊門斯拿下另外兩座賽揚獎。
棒球名人堂的成員漢克·阿倫對克萊門斯以投手身分拿下年度最有價值球員獎項感到憤怒並表示投手沒有資格得到這個獎項。克萊門斯作出回應表示：「我希望他仍在場上打擊，這樣我就有機會打爆他的頭讓他看看我多有價值。」克萊門斯是自1971年維達·布魯(Vida Blue)之後唯一一位以先發投手身分得到最有價值球員的球員。
1986年4月29日，克萊門斯成為大聯盟史上首位九局三振20名打者的投手。在這場比賽中，他在芬威球場一共三振了西雅圖水手隊的20個打者。歷史上只有藍迪·強森和凱瑞·伍德(Kerry Wood)曾經單場三振過20位打者(2016年5月21日，華盛頓國民隊的Max Scherzer也完成9局20K的偉大任務)。克萊門斯另外也在1996年9月18日在底特律出賽底特律老虎隊時再次投出單場20次三振。

### 多倫多藍鳥隊（1997年—1998年）
自1993年至1996年球季，雖然防禦率仍較聯盟平均值來的優越，但克萊門斯只拿下40勝39敗。紅襪隊總經理Dan Duquette於是公開宣稱克萊門斯的職業生涯已經開始走下坡，並且拒絕繼續和克萊門斯續約。1997年球季，克萊門斯轉而投效多倫多藍鳥隊，並在接下來的兩個球季連續贏得兩次三冠王及兩次賽揚獎。
1997年7月12日，克萊門斯首次以藍鳥隊投手的身分重返芬威球場。在這場球賽中，克萊門斯在24個出局數中投出了16個三振，且每一位面對他的打者至少都有一次被三振的紀錄。在離開紅襪隊之後，克萊門斯的戰績為149勝61敗，評論家認為，克萊門斯日後的成功或多或少可歸功於Duquette的公開詆毀。

### 紐約洋基隊（1999年—2003年）
克萊門斯在1999年球季前被交易到紐約洋基隊。在1999年及2000年的兩個球季，洋基隊共獲得兩次世界大賽冠軍。
在2000年球季時，克萊門斯和紐約大都會隊的明星捕手麥克·皮耶薩起了幾次衝突。2000年7月8日，克萊門斯以一記直球正中麥克·皮耶薩的頭部。在此之前，皮耶薩對克萊門斯的打擊有相當好的成績（包括之前一個月的一支滿貫全壘打），因此克萊門斯這個舉動也被認為是刻意的。在2000年的世界大賽中，兩人的對決也因此成為話題。在這個系列的第二戰中，皮耶薩第一次面對克萊門斯時，打擊後斷棒飛向克萊門斯，隨後克萊門斯將斷棒擲向一壘邊線，雖然並未直接打中皮耶薩，卻引起兩隊的衝突。事後克萊門斯表示，他僅是將斷棒從球場中清走。隨後的打擊面對中，兩人均有所克制未再起衝突。在這場比賽中，克萊門斯主投8局無失分，僅被擊出2支安打，並投出9次三振，沒有任何保送。
2001年球季，克萊門斯成為大聯盟歷史上第一位開幕戰後20勝1敗的投手。當年球季，克萊門斯投出20勝3敗，並贏得個人第六座賽揚獎。
2002年6月15日，克萊門斯以打者的身分面對大都會隊。大都會隊先發投手Shawn Estes試著對克萊門斯投出觸身球但失敗並遭到裁判警告，之後便未出現故意觸身球的嘗試。但是，在這場比賽中，大都會隊在克萊門斯的投球下打下4分，包括Estes及皮耶薩的兩支全壘打，克萊門斯在這場球賽中吞下敗投。
2003年季初，克萊門斯宣布季後將退休。同年6月13日，克萊門斯在紐約洋基主場迎戰聖路易紅雀隊時拿下第300勝。在這場比賽後，他成為第21位生涯300勝的投手，同時也是第三位三振數超過4000次的投手（之前有諾蘭·萊恩的5714次及史提夫·卡爾頓(Steve Carlton)的4136次）。這個球季結束時，克萊門斯生涯投球累積為310勝160敗及4099次三振。

### 休士頓太空人隊（2004年—2006年）
2004年1月12日，克萊門斯宣布復出加入他家鄉的休士頓太空人隊，並簽下一年的短期合約。5月5日，克萊門斯投出第4137次三振，成為大聯盟僅次於諾蘭·萊恩的紀錄。當年球季，克萊門斯戰績為18勝4敗，季後累積三振數達到4317次，生涯戰績為328勝164敗。並以42歲的年紀得到第七座賽揚獎，這使他成為年紀最大的賽揚獎得主，且是第四位在國家聯盟及美國聯盟都得到賽揚獎的投手（另外三位依序為蓋羅德·派瑞(Gaylord Perry)、佩卓·馬丁尼茲及藍迪·強森）。
克萊門斯和休士頓太空人隊在2004年球季後前申請薪資仲裁，太空人隊提出1,350萬美元的合約而克萊門斯則提出2,200萬美元。2005年1月21日雙方簽訂一紙1800萬美元的合約並取消仲裁。此一合約使克萊門斯成為史上最高薪的投手及當年第六高薪的球員。
2005年球季是克萊門斯生涯成績最佳的一季。當年他的防禦率僅有1.87，是當年全聯盟最低，也是克萊門斯廿二個球季中最低的一季。但是太空人隊當年平均每場得分僅有3.5分，且在克萊門斯的32次先發中被完封9次，其中包括五次1-0的比賽結果。2005年球季的最後一次先發，克萊門斯投出生涯第4500次三振。10月9日在大聯盟史上最長的比賽中（休士頓太空人隊對亞特蘭大勇士隊），克萊門斯以代打身分出賽在15局時出場並主投三局，在第18局時贏得勝投。在贏得國家聯盟冠軍後，克萊門斯在世界大賽第一戰出戰芝加哥白襪隊時僅投兩局便因肌腱受傷退場。這個系列戰太空人隊被白襪隊橫掃出局。
2005年球季後，太空人隊拒絕克萊門斯的薪資仲裁，同時德州遊騎兵隊、紅襪隊及洋基隊表明簽下克萊門斯的意願，但克萊門斯暗示在代表美國隊參加2006年的世界棒球經典賽後可能退休，但克萊門斯從未正式發表退休聲明。2006年5月31日，克萊門斯再次與太空人隊簽下新約（2200萬美元，史上最高的一年合約）。6月22日，克萊門斯正式重返球場，但在面對雙城隊的超級新人Francisco Liriano時以4-2敗投。2006年球季，克萊門斯投出7勝6敗，自責分率2.3，WHIP1.04的成績，但是在這個球季中，克萊門斯從未投到第八局。

### 紐約洋基隊（2007年）
2007年紐約洋基與克萊門斯簽約，在克萊門斯的一句話開始了這傳奇的球季：「沒有冠軍，就是失敗。」他於2007年6月9日重返大聯盟，在洋基球場對匹茲堡海盜隊的比賽，獲得勝利，主投6局、責失3分、被打5支安打、2次保送、7次三振。

## 獎項和表彰
- 7次賽揚獎：1986年、1987年、1991年、1997年、1998年、2001年、2004年
- 美國聯盟最有價值球員：1986年
- 2次世界大賽冠軍：1999年、2000年（紐約洋基隊）
- 5次美國聯盟冠軍：1986年、1999年、2000年、2001年、2003年
- 1次國家聯盟冠軍：2005年
- 6次美聯防禦率王：1986、1990、1991、1992、1997、1998
- 1次國聯防禦率王：2005
- 4次美聯勝投王：1986、1987、1997、1998
- 5次美聯三振王：1988、1991、1996、1997、1998
- 2次美聯投手三冠王：1997、1998
- 1999年被體育新聞選為百大棒球選手第53名。
- 2005年被體育新聞選為百大棒球選手第15名。
- 11次入選明星賽：1986、1988、1990、1991、1992、1997、1998、2001、2003、2004、2005
- 明星賽最有價值球員：1986年。

## 瑣事
- 被山米·索沙打出生涯第1支全壘打。 （页面存档备份，存于）
- 2004年贏得第7座賽揚獎，繼蓋羅德·派瑞、藍迪·強森、佩卓·馬丁尼茲之後第4位在兩個聯盟都贏得賽揚獎的投手。
- 2004年以42歲的年齡成為贏得賽揚獎最老的投手。
- 2010年被指控在球賽期間使用禁藥。
- 2012年6月禁藥案訴訟被判無罪。

## 生涯成績
| 年度   | 球隊   | 自責分率 | 投球局數 | 勝場 | 敗場 | 救援成功 | 出場數 | 三振 | 完投 | 完封 | 被安打 | 被全壘打 |
| 1984年 | 紅襪   | 4.32     | 133.1    | 9    | 4    | 0        | 21     | 126  | 5    | 1    | 146    | 13       |
| 1985年 | 紅襪   | 3.29     | 98.1     | 7    | 5    | 0        | 15     | 74   | 3    | 1    | 83     | 5        |
| 1986年 | 紅襪   | 2.48     | 254      | 24   | 4    | 0        | 33     | 238  | 10   | 1    | 179    | 21       |
| 1987年 | 紅襪   | 2.97     | 281.2    | 20   | 9    | 0        | 36     | 256  | 18   | 7    | 248    | 19       |
| 1988年 | 紅襪   | 2.93     | 264.0    | 18   | 12   | 0        | 35     | 291  | 14   | 8    | 217    | 17       |
| 1989年 | 紅襪   | 3.13     | 253.1    | 17   | 11   | 0        | 35     | 230  | 8    | 3    | 215    | 20       |
| 1990年 | 紅襪   | 1.93     | 228.1    | 21   | 6    | 0        | 31     | 209  | 7    | 4    | 193    | 7        |
| 1991年 | 紅襪   | 2.62     | 271.1    | 18   | 10   | 0        | 35     | 241  | 13   | 4    | 219    | 15       |
| 1992年 | 紅襪   | 2.41     | 246.2    | 18   | 11   | 0        | 32     | 208  | 11   | 5    | 203    | 11       |
| 1993年 | 紅襪   | 4.46     | 191.2    | 11   | 14   | 0        | 29     | 160  | 2    | 1    | 175    | 17       |
| 1994年 | 紅襪   | 2.85     | 170.2    | 9    | 7    | 0        | 24     | 168  | 3    | 1    | 124    | 15       |
| 1995年 | 紅襪   | 4.18     | 140.0    | 10   | 5    | 0        | 23     | 132  | 0    | 0    | 141    | 15       |
| 1996年 | 紅襪   | 3.63     | 242.2    | 10   | 13   | 0        | 34     | 257  | 6    | 2    | 216    | 19       |
| 1997年 | 藍鳥   | 2.05     | 264.0    | 21   | 7    | 0        | 34     | 292  | 6    | 2    | 204    | 9        |
| 1998年 | 藍鳥   | 2.65     | 234.2    | 20   | 6    | 0        | 33     | 271  | 9    | 3    | 169    | 11       |
| 1999年 | 洋基   | 4.60     | 187.2    | 14   | 10   | 0        | 30     | 163  | 1    | 1    | 185    | 20       |
| 2000年 | 洋基   | 3.70     | 204.1    | 13   | 8    | 0        | 32     | 188  | 1    | 0    | 184    | 26       |
| 2001年 | 洋基   | 3.51     | 220.1    | 20   | 3    | 0        | 33     | 213  | 0    | 0    | 205    | 19       |
| 2002年 | 洋基   | 4.35     | 180.0    | 13   | 6    | 0        | 29     | 192  | 0    | 0    | 172    | 18       |
| 2003年 | 洋基   | 3.91     | 211.2    | 17   | 9    | 0        | 33     | 190  | 1    | 1    | 199    | 24       |
| 2004年 | 太空人 | 2.98     | 214.1    | 18   | 4    | 0        | 33     | 218  | 0    | 0    | 169    | 15       |
| 2005年 | 太空人 | 1.87     | 211.1    | 13   | 8    | 0        | 32     | 185  | 1    | 0    | 151    | 11       |
| 2006年 | 太空人 | 2.30     | 113.1    | 7    | 6    | 0        | 19     | 102  | 0    | 0    | 89     | 7        |
| 2007年 | 洋基   | 4.15     | 99.0     | 6    | 6    | 0        | 18     | 68   | 0    | 0    | 99     | 9        |
| 合計   | 24年   | 3.12     | 4916.6   | 354  | 184  | 0        | 709    | 4672 | 118  | 46   | 4185   | 363      |

## 附註
1. ↑  Doyle, Paul. . The Sporting News. 1999-03-08  [2006-09-15]. （原始内容存档于2005-12-23）.

## 外部連結
- 羅傑·克萊門斯在美國職棒官網（英语）
- 羅傑·克萊門斯在Baseball-Reference.com（大聯盟）（英语）
- 羅傑·克萊門斯在Baseball-Reference.com（小聯盟以及海外聯盟）（英语）
- 羅傑·克萊門斯在ESPN（MLB）（英语）
- 羅傑·克萊門斯在FanGraphs.com（英语）
- 羅傑·克萊門斯在Retrosheet（英语）
- 羅傑·克萊門斯在The Baseball Cube（英语）
- Yahoo! Sports （页面存档备份，存于）
- The Baseball Cube Statistics （页面存档备份，存于）
- Biography from the Roger Clemens Foundation
- Roger Clemens在互联网电影资料库（IMDb）上的資料（英文）

| 獎項                                                       | 獎項                                                       | 獎項                                                       |
| ---------------------------------------------------------- | ---------------------------------------------------------- | ---------------------------------------------------------- |
| 前任： 拉馬爾·霍伊特                                       | 明星賽最有價值球員 1986年                                  | 繼任： 提姆·雷恩斯                                         |
| 前任： 唐·馬丁利                                           | 美國聯盟最有價球員獎 1986年                                | 繼任： 喬治·貝爾                                           |
| 前任： 布瑞特·塞伯海金 Bob Welch 派特·哈伯根 佩卓·馬丁尼茲 | 美國聯盟賽揚獎 1986年，1987年 1991年 1997年、1998年 2001年 | 繼任： Frank Viola 丹尼斯·艾克斯利 佩卓·馬丁尼茲 貝瑞·齊托 |
| 前任： 艾瑞克·蓋格尼                                       | 國家聯盟賽揚獎 2004年                                      | 繼任： 克里斯·卡本特                                       |